# شکل‌دهی با بالشتک لاستیکی

روش شکل دهی با بالشتک لاستیکی, 1: کفشک پایینی. 2: ماتریس. 3: ورقه فلزی. 4: بالشتک لاستیکی. 5: کفشک بالایی.

شکل دهی با بالشتک لاستیکی (به انگلیسی: Rubber Pad forming) از فرایندهای شکل‌دهی است که در آن صفحه فلز در بین ماتریس و بلوکی از لاستیک (از جنس پلی‌اورتان) پرس می شود. لاستیک و صفحه فلزی تحت فشار به سمت ماتریس حرکت می کنند و شکل آن را به خود می گیرند. بالشتک لاستیکی می تواند یک حالت عمومی داشته باشد و یا  به عنوان مثال به شکل مکمل ماتریس ماشینکاری یا سنبه شود . شکل دهی بر اساس بالشتک لاستیکی یکی از روش های کشش عمیق است که به‌طور ایده‌آل برای تولید در تعداد کوچک مناسب است و همچنین در تیراژ متوسط این امکان را می دهد تا  صفحه فلز را در هر دو جهت تغییر داده و شکل دهیم که این عملکرد ویژگی بسیار مهمی است که  باعث کاهش وزن، تمیزی و موارد دیگر می شود. یکی از معایب روش کشش عمیق عادی گران بودن ابزار های آن است. به عنوان مثال ابزارها به ساخت سنبه بالایی نیاز دارند.  ابزارهای شکل دهی به روش بالشتک لاستیکی در قیمت های متعدد تولید شدند که قیمت آنها پایین است و حالت متداول کشش عمیق را برای تولید در مقیاس انبوه مناسب کرده است.
در  شکل دهی بر اساس بالشتک لاستیکی تنها به ماتریس پایینی نیاز است که دو صفحه فلز روی آن قرار بگیرد بعد از آن شکل ماتریس کفی پایینی روی صفحه پرس می‌شود که با بالشتک تحت فشار قرار گرفته است. این روش هزینه ها به میزان ۸۵ تا  90 درصد نسبت به روش متداول کشش عمیق کاهش می دهد. این در حالیست که  در حالیکه هزینه های جانبی و متفرقه ی آن بیشتر است. این ترکیب پرس بر اساس بالشتک لاستیکی را برای تولید در حجم کم و متوسط مناسب کرده است که این تعداد عددی بین ۵۰۰۰ تا ۱۰۰۰۰ قطعه در سال است وعلاوه بر آن حتی در روش های سنتی برش، جوشکاری،پرداخت و ... استفاده می شود.
در بعضی موارد بسته به کاربرد به جای ماتریس از بالشتک لاستیکی استفاده شده و به ورق شکل سنبه را به خود می گیرد.

## روش
شکل دهی به این روش به طرق مختلف قابل انجام است و این روش به‌طور گسترده ای توسعه یافته به‌طوریکه می توان آن را به راحتی و با صرف هزینه نسبتاً کم انجام داد.  به‌طور کلی در روش های مختلف شکل دهی پرسی ، ورق با تحت فشار قرار گرفتن از بالا به وسیله سنبه و از پایین توسط ماتریس ، شکل قالب را به خود می گیرد. در این روش عملاً با جایگزین کردن سنبه بالاییی با لاستیک انعطاف پذیر بخش مهمی از هزینه ها شامل ماده اولیه و تراشکاری سنبه کاهش یافته و موجب اقتصادی تر شدن این روش در مقایسه با روش های مشابه از جمله کشش عمیق می گردد.البته بالشتک لاستیکی در مقایسه با سنبه های صلب که معمولاً از جنس فولاد ساخته می شوند توانایی اعمال نیروهایی کمتری دارد.   
شکل دهی بر اساس بالشتک برای  تولید لوله ها در سالهای متمادی از قبل استفاده می شده است.در صنعت هوافضا بیش از ۶۰ درصد از همه ی قطعاتی که از ورق های فلزی تشکیل شده‌اند  توسط این روش تولید شده اند بیشتر کاربرد های این روش مربوط به صنعت هوافضاست و به‌طور مکرر برای نمونه سازی وسایل آشپزخانه نیز استفاده شده است.برای یک دهه پرس به وسیله بالشتک لاستیکی به‌طور وسیعی توسعه پیدا کرد که آن را برای استفاده در صنایع مختلف توسعه داد.
- ویژگی های کلی روش عبارتند از:

1. 1. فشار از همه جهت سیکل شکل دهی کنترل می شود فشار ماکزیمم تا حدود ۱۰۰ مگا پاسکال می باشد.
2. اصطکاک نیز افزایش می یابد و در کشش طولی این افزایش تقریباً به تاخیر می افتد.
3. در این روش توزیع فشار بر سطح نمونه به صورت برابر و یکسان می باشد به‌طوریکه فشار در اطراف وجه بلوک وارد می شود.
4. برای ساخت قطعات نسبتاً پیچیده و مرکب طراحی می شوند و طراحی هایی که احتیاج به المنت های منظم دارند مورد استفاده قرار می گیرد.

### نیروی پرس
برای تامین نیروی مورد نیاز بالشتک ها برای پرس انرژی و نیروی زیادی مورد نیاز است. در میان موارد گزارش شده در سراسر جهان، به عنوان مثال در هلند چندین تعداد از بالشتک های فلزی پرسی وجود دارد که بزرگترین آن  نیرویی پرسی  کمتر از 8000  تن و حداکثرابعاد 1.10x2.20m استفاده می گردد. این پرس ها کاربرد های متداول و غیر متداول بسیاری دارند. در دیگر نقاط جهان نیز از این روش با حداکثر نیروی پرس 14000 تن نیز استفاده می گردد.

### زمان طراحی
به علت ویژگی های زیر در این روش، زمان طراحی و زمان ساخت و پیچیدگی های آن کاهش می یابد:
- حذف محرک های بادامکی در شکل دهی شیب های منفی
- بالشتک لاستیکی توانایی گرفتن شکل های مختلف قالب را دارا می باشد
- هزینه شکل دهی کاهش می یابد زیرا تنها از یک بلوک تشکیل می شود و فرم قالب ریزی مجزا و منفرد می باشد
- بالشتک لاستیکی توانایی برگشت پذیری شکل اصلی خود را دارد و می تواند حتی بالاتر از چندین بار مورد استفاده قرار گیرد
- زمان به‌طور قابل توجهی کاهش می یابد چون دیگر لقی - به مانند آنچه در روش متداول بین سنبه و ماتریس - وجود ندارد و نیاز به هم ترازی و تنظیمات لازم برای بررسی آن وجود ندارد.

### بازگشت فنری
یکی از عوامل تاثیر گذار بر خروجی شکل ورق در این روش پدیده بازگشت فنری است. به اختصار، ورق پس از شکل دهی آن میزان از کرنش خود را که در ناحیه الاستیک رخ داده است را جبران می کند و موجب کاهش میزان تغییر شکل می گردد.
- به‌طور کلی عوامل تاثیر گذار در این پدیده عبارتند از :

1. جنس ورق: هر چقدر ورق تردتر باشد به دلیل اینکه پهنای منطقه الاستیک بیشتر است مقدار با زگشت فنری بیشتر می‌باشد.
2. شعاع خم: هر چقدر شعاع خم کوچکتر باشد برگشت فنری کمتر می‌باشد.
3. زاویه خم: هر چقدر زاویه خم بیشتر باشد به‌طور کلی برگشت فنری بیشتر می‌باشد.
4. ضخامت ورق: هر چقدر ضخامت ورق بیشتر باشد برگشت فنری کمتر می‌باشد.
5. تنش تسلیم ورق: هر چقدر تنش تسلیم ورق کمتر باشد باند الاستیک کوچکتر است و بنا براین بازگشت فنری کمتر خواهد بود.

## مزایا و معایب
به‌طور خلاصه مزایا و معایب این روش عبارتست از:

#### مزایا
- زمان مورد نیاز کوتاه برای تولید به واسطه سادگی اجزا
- قیمت ابزار کم
- مناسب برای تولید در تیراژ کم و متوسط
- ایجاد کیفیت سطح مناسب به علت استفاده از لاستیک
- مناسب برای فولاد، فولاد ضد زنگ، آلومینیوم و ... تا ضخامت 4 میلی متر

#### معایب
- این روش برای شکل دهی در تولید انبوه اقتصادی نیست
- آزادی عمل کمتری در ایجاد شکل های پیچیده در مقایسه با کشش عمیق متداول دارد
- برای شکل دهی کشش عمیق گرم نمیتوان از آن استفاده کرد
- برای ضخامت های بالاتر از 4 میلی متر نامناسب است